# DOX
DOX is een Utrechts gezelschap waar jonge kunstenaars worden opgeleid en dat zelf producties organiseert. DOX is opgericht in 1997.
DOX wil jongeren opleiden en voorbereiden op een loopbaan in de wereld van theater, dans, muziek of film, hetzij als uitvoerend kunstenaar hetzij als docent. Tijdens dit traject krijgen de jongeren trainingen van oudere podiumkunstenaars. DOX werkt samen met andere theatergezelschappen, theaters en middelbare scholen.
Sinds de oprichting heeft DOX vele tientallen voorstellingen gemaakt, waarbij ruim 1000 jongeren betrokken waren.
De artistieke leider van DOX is Hildegard Draaijer.

## Prijzen
In 2012 kreeg DOX tweemaal een Zilveren Krekel (nominatie voor de prijs van de Vereniging Schouwburg- en Concertdirecties voor de beste jeugdvoorstellingen van het seizoen). in 2013 volgde de Fentener van Vlissingen Cultuurprijs vanwege de inzet van DOX voor jongerentheater.